# Gran Rajasthan
El Gran Rajasthan fou una entitat administrativa de l'Índia independent formada el 30 de març de 1949 per la integració de la Unió del Rajasthan amb els estats més grans de Rajputana:
- Sirohi
- Bikaner
- Jaisalmer
- Jaipur
- Jodhpur

El Gran Rajasthan, nom donat popularment (oficialment Estats Units del Gran Rajasthan o Unió del Gran Rajasthan) van existir un mes i mig. El 15 de maig de 1949 el Gran Rajasthan es va unir a la Unió de Matsya i va formar l'entitat (ràpidament estat) del Rajasthan.